# Чешенко Лідія Григорівна
Лідія Григорівна Чеше́нко (20 червня 1941, Антонопіль — 7 квітня 2015, Ярославка) — передовик виробництва Української РСР у галузі виноградарства; бригадир виноградарської бригади радгоспу-заводу «Южний» Саратського району Одеської області. Герой Соціалістичної Праці. Депутат Верховної Ради УРСР 8—10-го скликань (1971—1985 роки).

## Біографія
Народилася 20 червня 1941 року (нині Хмільницький район Вінницької області, Україна) в сім'ї селянина. Українка. Середню освіту здобула в рідному селі.
У 1963 році закінчила Вознесенський сільськогосподарський технікум за спеціальністю «плодоовочівництво» і була розподілена до винрадгоспу-заводу «Южний» (село Введенка Саратського району Одеської області), де очолила комсомольсько-молодіжну бригаду із 27 виноградарів. Бригада займалась вирощуванням «карабурну», «аліготе», «ркацителі» та інших сортів винограду. Вже 1966 року її бригада отримала врожай винограду по 100 центнерів з гектара на площі 25 гектарів, у 1968 році він досяг 131,8 центнерів з гектара на площі 75 гектарів. Її особистий рекорд склав 161,6 центнерів з гектара, у тому числі сорт «шасла» на 35 гектарах дав 190,5 центнерів. Протягом 1966—1970 років її бригада отримувала стабільно високі врожаї винограду. 26 квітня 1971 року нагороджена орденом Трудового Червоного Прапора.
Указом Президії Верховної Ради СРСР від 8 грудня 1973 року за великі успіхи, досягнуті у Всесоюзному соціалістичному змаганні та проявлену трудову доблесть у виконанні прийнятих зобов'язань зі збільшення виробництва та продажу державі зерна та інших продуктів землеробства у 1973 році удостоєна звання Героя Соціалістичної Праці з врученням ордена Леніна (№ 421 379) і медалі «Серп і Молот» (№ 17 368).
У наступні роки її бригада продовжувала тримати першість серед виноградарів Одеської області і 1979 року бригадир була удостоєна Державної премії СРСР. У Саратському районі був запроваджений приз «Героя Соціалістичної Праці Лідії Чешенко», який вручався колективам-переможцям, які досягли високих показників у вирощуванні винограду.
Після виходу на пенсію мешкала в селі Ярославці Саратського району Одеської області. Померла у Ярославці 7 квітня 2015 року.